# 수소 가설
수소가설은 1998년 윌리엄 마틴과 미클로스 뮐러가 공동 연구에 착수해 네이처에 소개한 파격적인 가설로, 미토콘드리아가 고동물(Archezoa)의 세포 내 공생체라는 주류적 시각과는 다르게, 두 세포의 공생에 의한 최초의 진핵생물로의 진화를 설명하는 가설이다.

## 내용
- 미토콘드리아를 얻은 숙주세포는 원핵생물로, 수소에 의존적인 고균이었는데 그것은 생리학적으로 지금의 메탄 생성 고균과 가장 비슷하다. (메탄생성 고균은 수소와 이산화탄소를 이용해 살아가며 메탄기체를 부산물로 내놓는다.)

- 미토콘드리아가 되었던 세포는(현재 미토콘드리아의 조상 세균) 선택적으로 무산소호흡을 하는(유산소 호흡도 하며 무산소 호흡도 하는) 진정세균이었는데 그것은 무산소호흡의 부산물로 수소기체와 이산화탄소를 내놓았다.

- 두 세균의 공생은 숙주세포의 수소 의존 때문에 발생하였다.

## 세포 내 공생과의 차이
수소가설은 생화학적인 관점으로 진핵생물로의 진화를 설명하는데 이는 다른 세포 내 공생설의 견해들과는 구조가 다르다. 세포 내 공생설의 견해에 따르면, 핵은 가지고 있었지만, 미토콘드리아가 없었던 원시 무(無) 미토콘드리아 진핵생물(고동물)이 다른 원시 박테리아에게 둘러싸여 진핵생물로의 진화를 이루었다.

## 의문점과 해결
현재 산소호흡을 하는 미토콘드리아가 어떻게 혐기성 세균인 메탄 생성 고균과 함께 공생을 이루었는지에 대한 의문을 가질 수 있다. 수소가설은 이런 의문을 산소보다는 수소에 초점을 두어 해결한다. 이 가설의 핵심은 미토콘드리아와 비슷한 하이드로게노솜이 물질대사의 부산물로 수소를 만든다는 점이다. 이 가설을 주장한 학자들은 수소 의존적인 메탄생성고균이 하이드로게노솜을 세포 소기관으로 가지는 진핵생물에 군집을 이루어 공생하는 것에 주목하였다. 가설을 주장한 학자들의 주장에 따르면, 하이드로게노솜과 다른 여러 종류의 미토콘드리아는 공통조상을 가진다. 알파프로테오박테리아로 추정되는 이 공통조상은 위에서 언급했듯 선택적으로 물질대사를 할 수 있었다. 이는 후손들의 유전적 유사성에 의해 설명될 수 있다.

## 수소가설을 통한 진핵생물의 진화단계 추정
두 세균의 공생과 진핵생물로의 진화단계를 추정해 보면 아래와 같다.
- 산소가 거의 없는 환경에서 메탄생성고균(혐기성)이 알파프로테오박테리아(선택적으로 물질대사가 가능한 다재다능한 세균)이 유기물을 발효해서 내어놓는 수소와 이산화탄소를 이용해 살아간다.

- 메탄생성고균과 알파프로테오박테리아는 서로 점점 더 가까워지고 마침내 알파프로테오박테리아가 메탄생성고균의 몸속으로 들어간다.

- 유전자 수평이동을 통해 전달된 유전자로 메탄생성고균은 다양한 물질대사가 가능해져 산소가 있는 환경에서도 자유롭게 생활할 수 있다. (유전자 수평이동을 통해 물질대사 유전자가 전달된다는 설명이 터무니없다고 생각 될 수 있으나, 엄청난 수의 집단에 적용 해 본다면 충분히 일어 날 수 있는 상황이다.)

수소가설은 이러한 3개의 단계를 거쳐 진핵생물의 진화가 일어나게 되었다고 주장한다.

## 같이 보기
- 고동물

## 참고 문헌
- Author(s) : Nick Lane Publisher : Oxford University Press Publication date : 2005 ISBN : ISBN 978-0-19-920564-6